# Geai à plumet
Cyanocorax cristatellus
Espèce
Statut de conservation UICN

 LC  : Préoccupation mineure
Le Geai à plumet (Cyanocorax cristatellus) est une espèce de geais, passereaux de la famille des Corvidae.

## Distribution
Cette espèce se rencontre en Bolivie, au Brésil et au Paraguay.

## Sous-espèce
C'est une espèce monotypique.